# Paolo Thaon di Revel (P 430)
Il Paolo Thaon di Revel (distintivo ottico P 430) è un pattugliatore d'altura della Marina Militare italiana, prima unità della classe navale designata come pattugliatori polivalenti d'altura (PPA).
L'unità prende il nome dell'ammiraglio e politico italiano Paolo Thaon di Revel.

## Armamento
L'armamento di base è costituito da un cannone prodiero OTO Melara 127/64 munito del munizionamento Vulcano, un cannone (sull’aviorimessa di poppa) OTO Melara 76/62 del tipo sovraponte, munito di munizionamento Davide/Strales con predisposizione per il Vulcano. Sempre sull'hangar di poppa, trovano posto due mitragliere remotizzate Oto Melara / Oerlikon KBA 25/80 e due lanciarazzi ODLS-20 per le contromisure AAW e ASW.
Similmente alle altre navi della medesima classe, il Paolo Thaon di Revel è predisposto per l'implementazione di un sistema di quattro lanciatori binati per il lancio di otto missili anti-nave e attacco terrestre OTOMAT TESEO Mk-2E.
Vi è inoltre predisposizione per l'impiego di due lanciatori trinati per MU-90 Impact e siluri da 324mm.
La nave è dotata di un'aviorimessa e un ponte di volo per due elicotteri NH90 o un AgustaWestland AW101.

## Costruzione e carriera
L'impostazione di Nave Thaon di Revel risale al 9 maggio 2017 presso i cantieri navali di Muggiano; il varo è avvenuto in data 15 giugno 2019 con il presupposto di essere consegnata nel maggio 2021. Il 15 novembre 2019 la nave ha effettuato le prime prove tecniche in mare nel golfo di La Spezia per poi essere consegnata effettivamente alla Marina Militare nel marzo 2022.
Nell'agosto 2022 il Pattugliatore Polivalente d'Altura (PPA), con a bordo un elicottero organico (SH-90A), è stato impegnato nell'area del Golfo Arabico-Stretto di Hormuz quale flagship dell'operazione AGENOR, il pilastro militare della missione European-led Maritime Awareness in the Strait of Hormuz (EMASoH), con lo scopo di assicurare la sicurezza della navigazione e il libero transito nella regione.